# Уличные танцы 3D
«У́личные та́нцы 3D» (англ. «Street Dance 3D») — британский кинофильм 2010. Режиссёры — Макс Джива и Дания Пасквини. Фильм стал первым европейским фильмом, изначально задуманным и снятым по технологии 3D.
Слоганы фильма: «Two worlds. One dream.» (перевод: «Два мира. Одна мечта.»), «Уникальное 3D погружение».

## Сюжет
После смотра команд уличных танцоров для участия в финальном турнире по стрит-дансу команда «Jay 20» выходит в финал. Но Джей, лидер команды, неожиданно покидает своих друзей. Теперь лидерство переходит к его девушке Карли, которой приходится очень тяжело первое время, так она переживает из-за разрыва с Джеем и по поводу отсутствия места для тренировок. Однажды Карли удаётся побывать в Королевской академии балета, где она знакомится с руководительницей школы Хеленой, которая соглашается предоставить Карли и её команде место для репетиций, с условием, что Карли должна взять в свою команду учащихся балетной школы и научить танцевать не только технично, но и эмоционально. Первое время у уличных танцоров складываются достаточно напряжённые отношения с балетными танцорами. Но Хелен ставит для всех условие, что теперь они будут репетировать вместе. Чтобы иметь возможность тренироваться, Карли и её команде придётся умерить свою гордость и пренебрежение к классическим танцам, ведь зал балетной школы и работа с её танцорами — их последняя надежда.

## В ролях
| Актёр                    | Роль           |
| ------------------------ | -------------- |
| Шарлотта Рэмплинг        | Хелена         |
| Никола Берли             | Карли          |
| Ричард Уинзор (англ.)    | Томас          |
| Аквели Роач (англ.)      | Джей           |
| Тениша Боннер (англ.)    | Шона           |
| Лекс Мильчарек           | Буги           |
| Кофи Агиманг             | Мак            |
| Саша Чанг                | Эйми           |
| Брэдли Чарльз            | Фрэнки         |
| Стефани Нгуен            | Стеф           |
| Брук Миллинер            | Брук           |
| Джордж Сэмпсон (англ.)   | Эдди           |
| Раймс Лекуан             | Жастин         |
| Хьюго Кортес             | Гейб           |
| Дженнифер Люн            | Бэкс           |
| Рэйчел МакДауэлл (англ.) | Изабелла       |
| Фрэнк Харпер (англ.)     | Фред           |
| Патрик Балади (англ.)    | мистер Хардинг |
| Элинор Брон              | мадам Флёри    |
| «Flawless»               | «The Surge»    |
| Эшли Банджо (англ.)      | Аарон          |
| «Diversity» (англ.)      | команда Аарона |

## Музыка
| 1. Tinie Tempah — «Pass out» (4:31) 2. N-Dubz feat. Bodyrox — «We dance on» (3:06) 3. Lightbulb Thieves — «Work it out» (3:38) 4. Ironik feat. Chipmunk and Elton John — «Tiny dancer (Hold me closer)» (3:23) 5. N-Dubz — «Strong again» (3:15) 6. Pixie Lott — «Live for the moment» (2:48) 7. Aggro Santos and Kimberly Wyatt — «Candy» (3:01) 8. Cheryl Cole — «Fight for this love» (3:37) 9. Lethal Bizzle — «Going out tonight» (3:00) 10. Sugababes — «Get sexy» (3:15) 11. LP & JC — «The humblest start» (3:06) (Выступление Эдди) 12. Wiley — «Cash in my pocket» (2:59) (Выступление в торговом центре) 13. Madcon — «Begin» (3:39) (Начало фильма) 14. LP & JC feat. Skibadee, MC Det, Chrome, Blemish — «Club battle» (4:57) 15. Fatboy Slim — «Champion sound» (Album version) (3:20) 16. Vega 4 — «Life is beautiful» (6:16) 17. McLean feat. Tinchy Stryder — «Broken» (3:35) 18. Swiss feat. Music Kidz — «One in a million» (3:47) 19. Mikey J — Ever even (3:14) - Mikey J feat. FILMharmonic Orchestra Prague — «Grand finale» (5:23) | 1. Craig David — «One more lie (Standing in the shadows)» (Donae’o mix) (4:29) 2. N-Dubz — «I don’t wanna go to sleep» (3:20) 3. Mikey J — «KF2» (3:04) 4. Clement Marfo and the Frontline — «Champion» (3:36) 5. Wiley — «My rolex» (3:20) |